# Paweł Hause

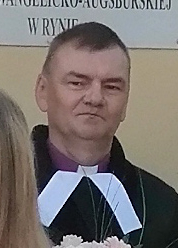
Bischof Paweł Hause (2020)

Paweł Hause (* 7. Juni 1964 in Jelenia Góra) ist ein polnischer lutherischer Theologe und seit 2018 Bischof der Diözese Masuren der Evangelisch-Augsburgischen Kirche in Polen.
Paweł Hause ist der Sohn des Pfarrers Jan Hause und Alicja, geborene Reschke. Auch sein Großvater väterlicherseits – er hieß ebenfalls Paweł – war Geistlicher.
Aufgewachsen in Warschau nahm Paweł Hause das Theologiestudium an der dortigen Christlichen Theologischen Akademie auf, das er 1993 abschloss. Im gleichen Jahr fand seine Ordination statt. Gemeindepraktika absolvierte Hause in Łódź, Krakau und Zabrze (Hindenburg), war als Vikar von 1993 bis 1994 in Zabrze und von 1994 bis 1995 in Ustroń (Ustron) tätig und nahm 1995 den Pfarrdienst an der Johanneskirche in Kętrzyn (Rastenburg) auf, ab 1999 als leitender Pfarrer.
Von 2001 bis 2017 war Paweł Hause zuständiger Geistlicher für den Johanniter-Orden, von 2010 bis 2013 auch Jugendseelsorger in der Diözese Masuren. 2013 wurde er in eine Kommission zur Aufarbeitung der Geschichte der Kirche zwischen 1945 und 1989 berufen.
Am 25. November 2017 wählte die in Mikołajki (Nikolaiken) tagende Diözesansynode Hause an die Spitze der Diözese Masuren. Am 17. Februar 2018 wurde er in der Kirche zu Mikołajki in das Amt des Bischofs der Diözese Masuren eingeführt. Die Einführung nahm Jerzy Samiec, der leitende Bischof der Evangelisch-Augsburgischen Kirche in Polen, vor. Seine Amtszeit geht bis 2028. Hause wurde Nachfolger von Bischof Rudolf Bażanowski.
Paweł Hause ist verheiratet und hat drei Kinder.